# دوري سورينام لكرة القدم 2014-15
دوري سورينام لكرة القدم 2014-15 هو الموسم 79 من دوري سورينام لكرة القدم. كان عدد الأندية المشاركة فيه 10، وفاز فيه Inter Moengotapoe ‏.